# Chorizagrotis tegularis
Chorizagrotis tegularis är en fjärilsart som beskrevs av Embrik Strand 1921. Chorizagrotis tegularis ingår i släktet Chorizagrotis och familjen nattflyn. Inga underarter finns listade i Catalogue of Life.